# Stenopaschia
Stenopaschia is een geslacht van vlinders van de familie snuitmotten (Pyralidae), uit de onderfamilie Epipaschiinae.

## Soorten
- S. erythralis Hampson, 1906
- S. gallerialis Hampson, 1916
- S. trichopteris Dyar, 1914